# Summers County
Summers County ist ein County im Bundesstaat West Virginia der Vereinigten Staaten. Das U.S. Census Bureau hat bei der Volkszählung 2020 eine Einwohnerzahl von 11.959 ermittelt. Die Bevölkerungsdichte lag bei 12,79 Einwohnern pro Quadratkilometer. Der Verwaltungssitz (County Seat) ist Hinton.

## Geographie
Das County liegt im Süden von West Virginia, ist etwa 30 km von der Grenze zu Virginia entfernt und hat eine Fläche von 952 Quadratkilometern, wovon 17 Quadratkilometer Wasserfläche sind. Es grenzt im Uhrzeigersinn an folgende Countys: Greenbrier County, Monroe County, Mercer County, Raleigh County und Fayatte County.

## Geschichte
Summers County wurde am 27. Februar 1871 aus Teilen des Fayette-, Greenbrier-, Mercer- und Monroe County gebildet. Benannt wurde es nach George W. Summers, einem US-amerikanischen Juristen.

## Demografische Daten

Alterspyramide des Summers County

Nach der Volkszählung im Jahr 2000 lebten im Summers County 12.999 Menschen. Davon wohnten 157 Personen in Sammelunterkünften, die anderen Einwohner lebten in 5.530 Haushalten und 3.754 Familien. Die Bevölkerungsdichte betrug 14 Einwohner pro Quadratkilometer. Ethnisch betrachtet setzte sich die Bevölkerung zusammen aus 96,57 Prozent Weißen, 2,15 Prozent Afroamerikanern, 0,25 Prozent amerikanischen Ureinwohnern, 0,09 Prozent Asiaten, 0,04 Prozent Bewohnern aus dem pazifischen Inselraum und 0,10 Prozent aus anderen ethnischen Gruppen; 0,79 Prozent stammten von zwei oder mehr ethnischen Gruppen ab. 0,55 Prozent der Bevölkerung waren spanischer oder lateinamerikanischer Abstammung.
Von den 5.530 Haushalten hatten 25,7 Prozent Kinder und Jugendliche unter 18 Jahre, die bei ihnen lebten. 53,8 Prozent waren verheiratete, zusammenlebende Paare, 10,0 Prozent waren allein erziehende Mütter, 32,1 Prozent waren keine Familien, 29,1 Prozent waren Singlehaushalte und in 14,4 Prozent lebten Menschen im Alter von 65 Jahren oder darüber. Die Durchschnittshaushaltsgröße betrug 2,32 und die durchschnittliche Familiengröße lag bei 2,84 Personen.
Auf das gesamte County bezogen setzte sich die Bevölkerung zusammen aus 20,5 Prozent Einwohnern unter 18 Jahren, 7,5 Prozent zwischen 18 und 24 Jahren, 24,7 Prozent zwischen 25 und 44 Jahren, 27,3 Prozent zwischen 45 und 64 Jahren und 19,9 Prozent waren 65 Jahre alt oder darüber. Das Durchschnittsalter betrug 43 Jahre. Auf 100 weibliche Personen kamen 95,6 männliche Personen. Auf 100 Frauen im Alter von 18 Jahren oder darüber kamen statistisch 93,0 Männer.
Das jährliche Durchschnittseinkommen eines Haushalts betrug 21.147 USD, das Durchschnittseinkommen der Familien betrug 27.251 USD. Männer hatten ein Durchschnittseinkommen von 27.485 USD, Frauen 18.491 USD. Das Prokopfeinkommen betrug 12.419 USD. 24,4 Prozent der Bevölkerung und 20,3 Prozent der Bevölkerung lebten unterhalb der Armutsgrenze. Darunter waren 34,3 Prozent der Kinder und Jugendlichen unter 18 Jahren und 14,5 Prozent der Einwohner im Alter ab 65 Jahren.